# Livre-force par pouce carré
 (janvier 2016).
Si vous disposez d'ouvrages ou d'articles de référence ou si vous connaissez des sites web de qualité traitant du thème abordé ici, merci de compléter l'article en donnant les références utiles à sa vérifiabilité et en les liant à la section « Notes et références ».
Pour les articles homonymes, voir psi.

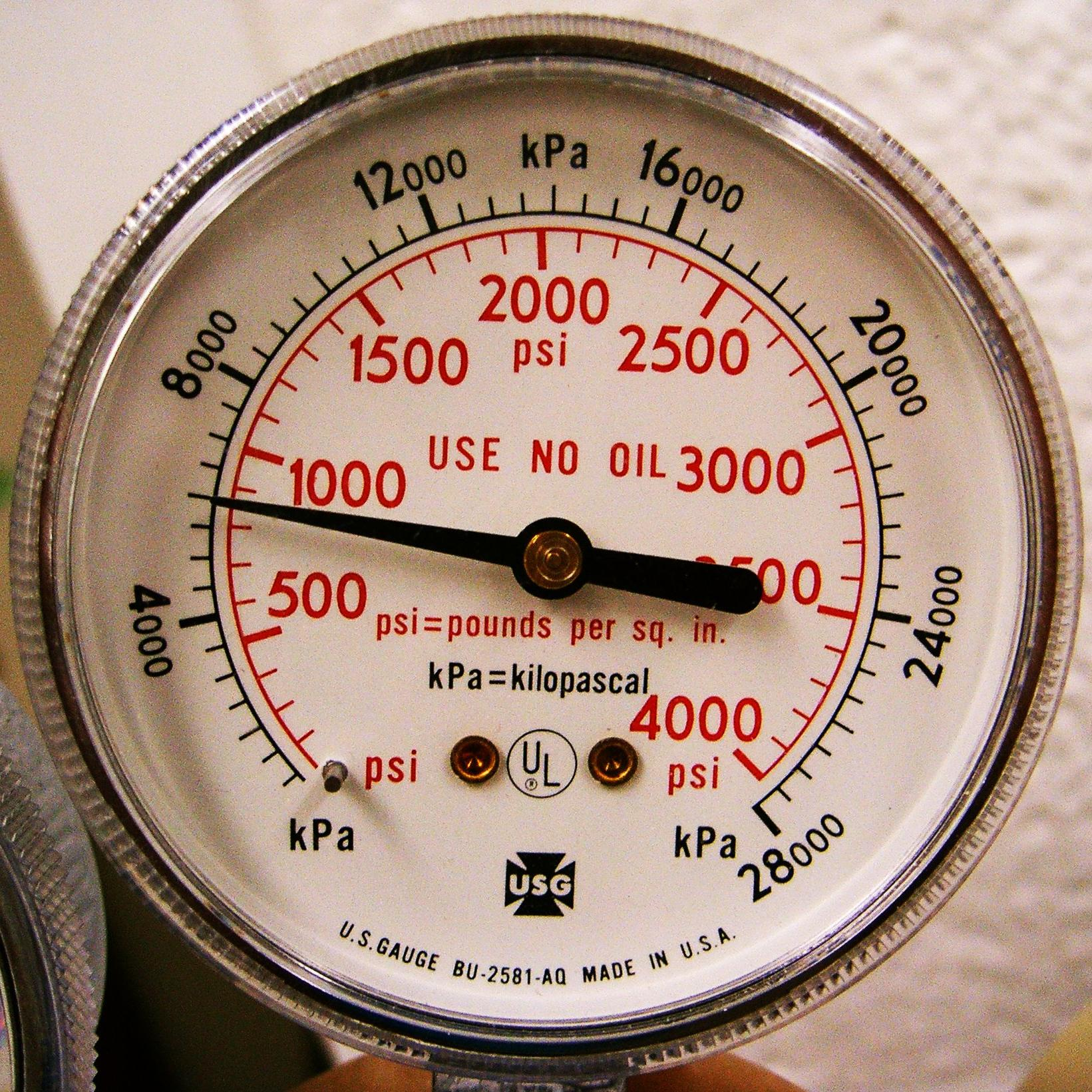
Un manomètre gradué en psi (échelle rouge) et en kPa (échelle noire).

La livre-force par pouce carré (en anglais pound-force per square inch, en abrégé psi ou lbf/in2), parfois appelé de façon abusive livre par pouce carré (pound per square inch), est une unité de mesure de contrainte et de pression anglo-saxonne.

## Conversion
| Unités  | Pa (N/m2) | bar   | kgf/cm2 | mmHg | mm H2O | atmosphère |
| ------- | --------- | ----- | ------- | ---- | ------ | ---------- |
| 1 psi = | 6 894,76  | 0,069 | 0,070   | 51,7 | 703,1  | 0,068      |

| Unités | 1 Pa (N/m2)  | 1 bar  | 1 kgf/cm2 | 1 mmHg  | 1 mm H2O     | 1 atmosphère |
| ------ | ------------ | ------ | --------- | ------- | ------------ | ------------ |
| En psi | 1,450 × 10−4 | 14,503 | 14,223    | 0,01934 | 1,422 × 10−3 | 14,696       |

## Utilisation
Cette unité est très utilisée en aéronautique, c’est notamment l’unité standard dans l’industrie aéronautique américaine.
Elle est aussi couramment utilisée pour mesurer la résistance (contrainte de rupture) d'une pierre, en particulier dans l'utilisation des pierres ornementales comme le granite ou le marbre, ou encore celle des bétons.
L'industrie des hydrocarbures, notamment pour les activités de forage, emploie également cette unité, qui est en compétition avec le bar selon les différentes compagnies.

## Unités dérivées
Le ksi pour kilopound per square inch est une unité anglo-saxonne dérivée du psi, qui vaut mille psi. Elle n'est pas utilisée en aéronautique mais est commune en science des matériaux, pour exprimer les pressions interstitielles.